# Ladislav Hučko

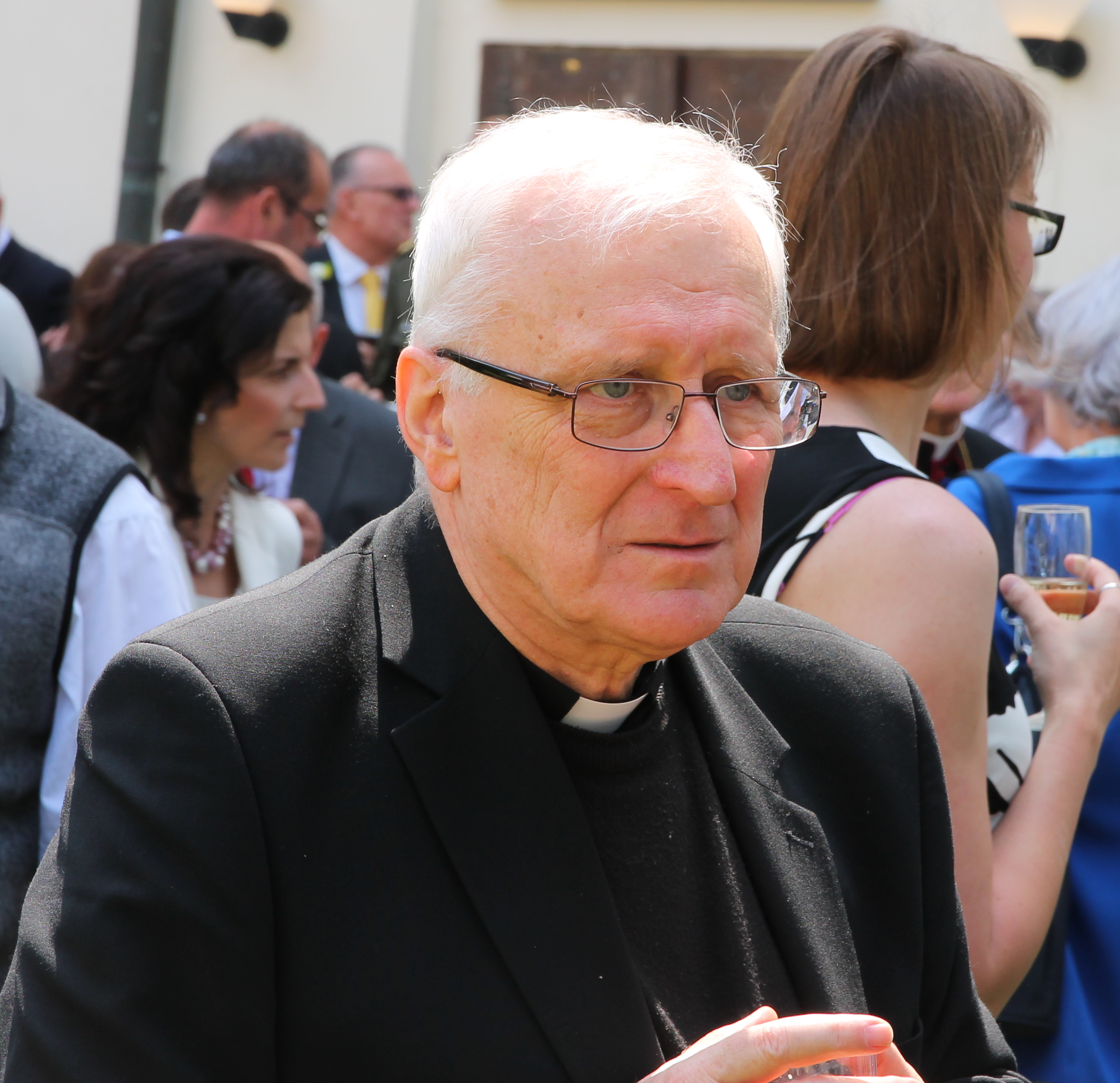
Ladislav Hučko (Mai 2018)

Wappen als Exarch

Ladislav Hučko (* 16. Februar 1948 in Prešov, Tschechoslowakei; † 14. Januar 2025 in Prag) war ein griechisch-katholischer Theologe und Geistlicher und Apostolischer Exarch der ruthenischen griechisch-katholischen Kirche in Tschechien. 

## Leben
Ladislav Hučko war der Sohn eines griechisch-katholischen Priesters. Diese Religionsgemeinschaft wurde während der kommunistischen Herrschaft in der Tschechoslowakei verboten und verfolgt, der Vater weigerte sich aber, zur orthodoxen Kirche überzutreten und durfte sein geistliches Amt folglich nicht mehr ausüben. Da ihm das gewünschte Theologiestudium verweigert wurde, studierte Hučko von 1966 bis 1971 Experimentalphysik, 1972 schloss er das „kleine Doktorat“ (RNDr.) auf dem Gebiet der Festkörperphysik ab. Aufgrund seiner religiösen Überzeugungen blieb ihm eine universitäre Karriere verschlossen, von 1973 bis 1989 arbeitete er in Bratislava auf dem Gebiet der Öl- und Gasförderung. An der Montanhochschule Ostrava wurde er 1987 zum Kandidaten der Geologischen Wissenschaften (CSc.) promoviert. Seine Religion praktizierte er in informellen Gruppen.
Nach dem Ende des Totalitarismus arbeitete er 1990–91 als Exekutivsekretär der katholischen Bischofskonferenz der Slowakei. Ab 1992 holte er sein Theologiestudium an der Päpstlichen Lateranuniversität in Rom nach, das er 2000 mit einer Dissertation über die kosmologischen Ideen russischer religiöser Denker des 19. und 20. Jahrhunderts abschloss. Er empfing am 30. März 1996 von Slavomir Miklovš, dem griechisch-katholischen Bischof von Križevci (Kroatien), die Priesterweihe. Nach seiner Rückkehr in die Slowakei lehrte Hučko ab 2000 Dogmatische Theologie am Theologischen Institut Košice, parallel war er Seelsorger am Geriatrischen Zentrum St. Lukáš. Ein Jahr lang war er Spiritual am Priesterseminar St. Karl Borromäus (Karel Boromejský) in Košice.
Papst Johannes Paul II. ernannte Hučko am 24. April 2003 zum Apostolischen Exarchen der griechisch-katholischen Kirche in Tschechien und Titularbischof von Horaea. Er trat die Nachfolge des altersbedingt zurückgetretenen Exarchen Ivan Ljavinec an. Der Apostolische Exarch von Serbien und Montenegro, Djura Džudžar, weihte ihn am 31. Mai desselben Jahres in der Prager Salvatorkirche zum Bischof; Mitkonsekratoren waren Ján Babjak SJ, Bischof von Prešov, und Milan Chautur CSsR, Apostolischer Exarch von Košice. Als Wahlspruch wählte er Světlo světa („Licht der Welt“). 
An der Theologischen Fakultät in Košice habilitierte sich Hučko 2004 zum Dozenten für Dogmatische Theologie. Von 2005 bis 2011 war er Generalsekretär der Tschechischen Bischofskonferenz. Er war außerdem Vorsitzender der Kommission für Glaubenslehre und der Kommission für katholische Bildung der Bischofskonferenz.